# Perubala furvata
Perubala furvata är en insektsart som beskrevs av Kramer 1963. Perubala furvata ingår i släktet Perubala och familjen dvärgstritar. Inga underarter finns listade i Catalogue of Life.